# Granny's Garden
Granny's Garden è un videogioco educativo di avventura testuale pubblicato nel 1983 per BBC Micro e ZX Spectrum dall'azienda britannica 4Mation Educational Resources Ltd. (inizialmente chiamata 4MAT Educational Software), e convertito a partire dal 1987 per i computer Amiga, Archimedes, Amstrad CPC, Apple II, Commodore 64, Mac OS e Windows 3.1, perlopiù da aziende australiane.
Venne sviluppato originariamente per BBC Micro ed era rivolto ai bambini delle scuole elementari britanniche, dove il BBC era spesso adottato come strumento informatico. Granny's Garden per BBC ebbe effettivamente grande diffusione nelle scuole del Regno Unito ed è molto conosciuto tra coloro che le frequentarono in quegli anni. In generale viene ricordato come uno dei giochi più importanti del BBC Micro.
A distanza di molti anni la 4Mation ha pubblicato commercialmente emulazioni della versione originale BBC Micro per Windows, iOS e Mac OS X, e un rifacimento rivolto alle scuole britanniche contemporanee per Windows e Mac OS X, tutti ancora in vendita nel 2020.

## Trama
L'alter ego del giocatore viene magicamente trasportato dal "giardino della nonna", che dà il titolo al gioco, al Regno delle Montagne, dove una strega ha rapito i sei figli del re. Il protagonista deve ritrovare i sei bambini nascosti in vari luoghi, incontrando strani personaggi, tra cui un corvo parlante che lo guida, ed evitando le trappole della strega che lo rispediscono a casa. I luoghi sono, nell'ordine, la casetta del taglialegna, il giardino del gigante, la città dei draghi e infine la Terra del Mistero.

## Modalità di gioco

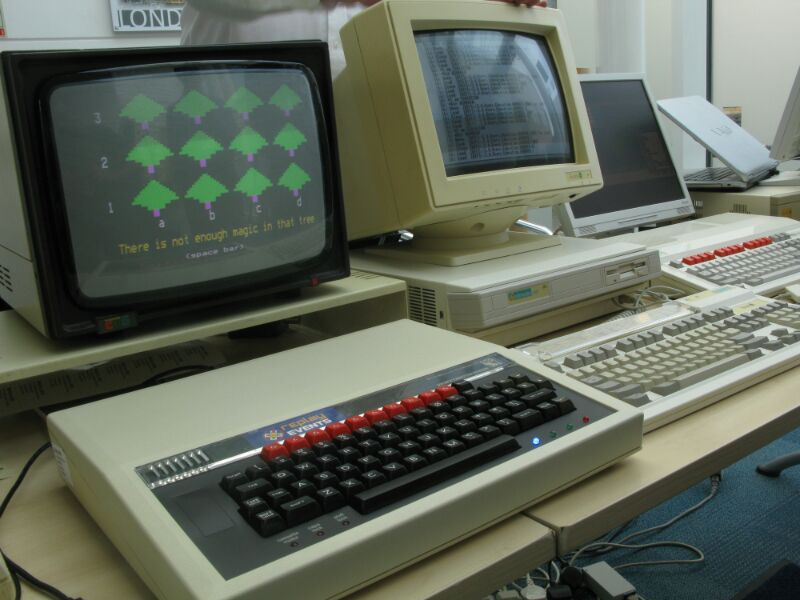
Un BBC Micro (a sinistra) con Granny's Garden eseguito in rete Econet da un Archimedes

Il giocatore deve risolvere una serie di rompicapi; a seconda dei casi, le scelte sbagliate consentono di ritentare senza limiti, oppure fanno apparire la strega e mettono fine alla partita. L'interfaccia pone domande testuali, scritte in inglese a grandi caratteri, che richiedono risposte di una sola parola. Vengono accettate anche digitazioni parziali o inesatte, ma questo poteva essere visto come un difetto in un programma educativo sulla scrittura. Sono presenti illustrazioni grafiche (su BBC Micro si utilizza la modalità grafica Mode 7, analoga al teletext), talvolta con semplici animazioni o sonoro.
Nel complesso l'avventura è piuttosto lineare, con un percorso forse troppo guidato perfino per il pubblico di giovanissimi a cui è rivolta, e le domande lasciano poca reale scelta al giocatore.
Si inizia con l'indovinare qual è l'albero magico, una sequenza di pura fortuna, per l'apprendimento del concetto delle coordinate. Ci si avventura poi in quattro luoghi principali, ognuno dei quali si completa con il salvataggio di uno o due bambini prigionieri. Dopo ogni salvataggio si ottiene una password per ricominciare le partite direttamente dal luogo successivo. Nella casetta del taglialegna si esplorano alcune stanze; nel giardino del gigante si supera una serie di cinque ostacoli in sequenza, selezionando l'aiuto di cinque animali; nella città dei draghi si devono attirare quattro draghetti offrendogli il cibo giusto; nella Terra del Mistero ci si sposta tra vari sottoluoghi utilizzando una mappa.
Il manuale, rivolto agli insegnanti delle scuole, suggerisce varie altre attività, legate in qualche modo al gioco, da svolgere in classe.

## Storia
Granny's Garden venne ideato e sviluppato originariamente per BBC Micro da Mike Matson, un insegnante di geografia del Devon. Intorno al 1983 convinse la scuola di cui era vicepreside a dotarsi di un computer, ma i colleghi erano perplessi sul costo, perciò doveva dimostrarne il valore. Secondo Matson, il software educativo allora disponibile aveva scarsa capacità di motivare i bambini, perciò si procurò un BBC Micro personale, prima che arrivasse quello della scuola, e si autoistruì sulla programmazione. Matson teneva anche corsi di informatica per gli insegnanti nella contea e volle poter mostrare anche a questi un software più interessante. Pensò a una vera avventura e in 250 ore realizzò Granny's Garden. La sua idea era creare qualcosa che entusiasmasse i bambini e ne stimolasse l'immaginazione. Inoltre, ai tempi le scuole avevano solitamente un solo computer, per cui il programma doveva essere adatto all'uso da parte di gruppi di bambini.
Per la pubblicazione commerciale del suo lavoro, secondo Matson all'epoca non c'erano molti editori esperti. Perciò, proprio allo scopo di pubblicare Granny's Garden, finì per fondare la propria azienda, la 4Mation, insieme al suo amico Neil Souch, che si sarebbe occupato delle vendite. L'azienda continuò a specializzarsi nel software educativo per BBC Micro; altri titoli di una certa notorietà furono Dragon World e Flowers of Crystal.
Secondo Matson, si arrivò a contare circa 20 000 copie di Granny's Garden vendute, ma le copie pirata in circolazione erano di più. Oltre che nel Regno Unito, il gioco fu un grosso successo anche in Australia e Nuova Zelanda. All'autore capitava di ricevere lettere di apprezzamento dalle classi di bambini.